# Wladimir Turbajewski
Wladimir Turbajewski (russisch Владимир Турбаевский, * 9. September 1983) ist ein russischer Triathlet und mehrfacher Russischer Meister Triathlon (2010, 2016, 2018) und Duathlon (2013).

## Werdegang
Im August 2007 wurde Wladimir Turbajewski mit dem russischen Team Triathlon-Weltmeister im ungarischen Tiszaújváros.
Im Rahmen der ITU-Weltmeisterschaftsrennserie 2010 belegte er als viertbester Russe den 20. Rang.
2010 und erneut 2018 wurde er russischer Meister auf der Triathlon-Kurzdistanz. 2013 wurde er russischer Duathlon-Meister und 2016 holte er sich den Titel auf der Triathlon-Sprintdistanz.

### Dopingverdacht 2021
Im August 2021 wurde Turbajewski wegen des Dopingverdachts vorläufig gesperrt.
Seit April 2016 ist Wladimir Turbajewski mit der ukrainischen Profi-Triathletin Julija Jelistratowa (* 1988) verheiratet.

## Sportliche Erfolge
| Datum/Jahr    | Rang | Wettbewerb                                     | Austragungsort | Zeit     | Bemerkung |
| ------------- | ---- | ---------------------------------------------- | -------------- | -------- | --- |
| 4. Dez. 2019  | 1    | ASTC Triathlon West Asian Championships        | Bahrain        | 00:57:32 | |
| 30. Juni 2018 | 1    | RUS Triathlon National Championships           | Yaroslavl      | 01:50:49 | Triathlon-Staatsmeister |
| 18. Juni 2017 | 3    | ETU Triathlon European Championship Mixed Team | Kitzbühel      | 00:18:19 | Europameisterschaft auf der olympischen Kurzdistanz; im Team mit Anastassija Alexandrowna Abrossimowa, Anastasia Gorbunova und Dmitri Andrejewitsch Poljanski (200 m Schwimmen, 5 km Radfahren und 1,8 km Laufen) |
| 27. Aug. 2016 | 2    | RUS Triathlon National Championships           | Pensa          | 01:53:02 | Triathlon-Vizestaatsmeister |
| 4. Juni 2016  | 1    | RUS Sprint Triathlon National Championships    | Russland       | 01:00:19 | Triathlon-Staatsmeister Sprintdistanz |
| 6. Juni 2015  | 3    | RUS Triathlon National Championships           | Sochi          | 01:47:50 | Triathlon-Staatsmeisterschaft |
| 19. Juli 2014 | 2    | RUS Triathlon National Championships           | Yaroslavl      | 01:44:53 | Triathlon-Vizestaatsmeister |
| 18. Aug. 2013 | 2    | RUS Triathlon National Championships           | Pensa          | 01:47:57 | Triathlon-Vizestaatsmeister |
| 22. Aug. 2012 | 3    | Militär-Weltmeisterschaft Triathlon            | Lausanne       | 01:48:39 | hinter dem Brasilianer Reinaldo Colucci |
| 13. Juni 2010 | 1    | RUS Triathlon National Championships           | Pensa          |          | Triathlon-Staatsmeister |
| 12. Aug. 2007 | 1    | ITU Triathlon Team World Championship          | Tiszaújváros   |          | Triathlon-Weltmeister im Team – zusammen mit Alexander Alexandrowitsch Brjuchankow und Dmitri Andrejewitsch Poljanski (3 × 250 m Schwimmen, 6,67 km Radfahren und 1,67 km Laufen)                                 |
| 31. Juli 2003 | 3    | ITU Triathlon Team World Championship          | Tiszaújváros   | 00:21:35 | Triathlon-Weltmeisterschaft im Team – zusammen mit Andriy Glushchenko und Maxim Kriat |

| Datum/Jahr    | Rang | Wettbewerb                          | Austragungsort | Zeit     | Bemerkung |
| ------------- | ---- | ----------------------------------- | -------------- | -------- | --------- |
| 20. Sep. 2013 | 1    | RUS Duathlon National Championships | Russland       | 01:23:59 |           |

(DNF – Did Not Finish)